# Michel de Castelnau
Michel de Castelnau, señor de la Mauvissière (c. 1520-1592) fue un soldado y diplomático francés, embajador ante Isabel I de Inglaterra. Sirvió sucesivamente a los reyes de Francia Francisco I, Enrique II, Francisco II, Carlos IX, Enrique III y finalmente Enrique IV. Escribió una autobiografía que abarca el período comprendido entre 1559 y 1570. 

## Biografía
Nació en La Mauvissière (ahora parte de Neuvy-le-Roi, Indre-et-Loire ), Touraine alrededor de 1520. Era hijo de Jean de Castelnau y Jeanne Dusmesnil, y miembro de una familia de nueve hijos.  Su abuelo, Pierre de Castelnau, había sido escudero (maestro de caballos) de Luis XII. 
Dotado de un intelecto claro y penetrante y una notable memoria, recibió una esmerada educación, culminada con viajes por Italia y una larga estancia en Roma. Luego pasó algún tiempo en Malta y más tarde ingresó en el ejército. Su primer contacto con la guerra fue en las campañas de los franceses en Italia. Sus capacidades y su valentía le granjearon la amistad y la protección de Carlos de Lorena-Guisa, quien le puso a su servicio. 
En 1557 se le dio un mando en la marina y el cardenal Carlos propuso nombrarlo caballero. Esto, sin embargo, lo rechazó y luego se reincorporó al ejército francés en Picardía. El condestable Anne de Montmorency le encomendó varias misiones delicadas que requerían tacto y discreción, y las desempeñó tan satisfactoriamente que fue enviado por el rey Enrique II a Escocia con despachos para María de Guisa, la madre de María I de Escocia, que estuvo comprometida con el Delfín (después Francisco II). 
De Escocia pasó a Inglaterra en 1559, y trató con la reina Isabel respecto de las reclamaciones sobre Calais, cuyo acuerdo se efectuó en el congreso de Le Cateau-Cambrésis. Luego fue enviado como embajador ante los príncipes de Alemania, con el propósito de convencerlos de que retiraran su favor a los protestantes. A esta embajada le siguieron misiones a Margarita de Parma, institutriz de los Países Bajos, a Saboya y luego a Roma, para conocer las opiniones del papa Paulo IV con respecto a Francia. Habiendo muerto Paulo poco antes de su llegada, Castelnau utilizó su influencia a favor de la elección de Pío IV. Al regresar a Francia, ingresó una vez más en la marina y sirvió bajo las órdenes de su antiguo patrón. Tuvo la suerte de descubrir en Nantes los primeros síntomas de la conjura de Amboise, de la que informó inmediatamente al gobierno. 
Tras la muerte de Francisco II en diciembre de 1560, acompañó a María Estuardo a Escocia.   Permaneció con ella un año, tiempo durante el cual realizó varios viajes a Inglaterra en un intento de lograr la reconciliación entre María y la reina Isabel. Los sabios y moderados consejos que ofreció a la primera fueron desoídos. 
En 1562, como consecuencia de la guerra civil en Francia, regresó allí. Fue empleado contra los protestantes en Bretaña, hecho prisionero en un enfrentamiento con ellos y enviado al Havre, pero poco después fue intercambiado. En medio de las excitadas pasiones de sus compatriotas, Castelnau, que era un sincero católico romano, mantuvo el autocontrol y la moderación, y con sus consejos prestó valiosos servicios al gobierno. Sirvió en el sitio de Rouen, se distinguió en la batalla de Dreux, tomó Tancarville y contribuyó en 1563 a la reconquista de El Havre de manos de los ingleses. 

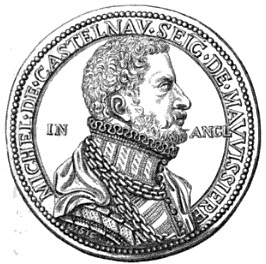
Medalla retrato de Michel de Castelnau, señor de la Mauvissière, por Steven van Herwijck, 1565

### Inglaterra y Escocia en la década de 1560
Durante los diez años siguientes, Castelnau participó en varias misiones importantes: la primera ante la reina Isabel para negociar la paz. En marzo de 1564 visitó Escocia para animar a María de Escocia, a casarse con un duque francés.  Después de que María se casara con Lord Darnley en julio de 1565, él participó en respuestas diplomáticas a sus problemas durante el Chaseabout Raid y la visitó en Holyroodhouse.  Regresó a Edimburgo tras el asesinato de David Rizzio.  Fue a ver a María al Castillo de Edimburgo en abril de 1566. Ella estaba embarazada. 

### Guerras de religión
Castelnau fue enviado a Fernando Álvarez de Toledo y Pimentel, nuevo gobernador de los Países Bajos. En esta ocasión descubrió el proyecto ideado por Luis I de Borbón-Condé y Gaspar de Colignyy para apoderarse y secuestrar a la familia real en Monceaux (1567). Después de la batalla de Saint-Denis fue enviado nuevamente a Alemania para solicitar ayuda contra los protestantes; a su regreso fue recompensado por sus servicios con el cargo de gobernador de Saint-Dizier y una compañía de ordenanzas. Al frente de su compañía participó en las batallas de Jarnac y Moncontour. 

## Embajador en Londres
En 1572, Carlos IX lo envió a Inglaterra para calmar el revuelo creado por la matanza de San Bartolomé, y el mismo año fue enviado a Alemania y Suiza. En septiembre de 1575, Enrique III lo volvió a nombrar embajador ante la reina Isabel, como sucesor de Bertrand de Salignac de la Mothe-Fénelon, y permaneció en su corte durante diez años.  Durante este período utilizó su influencia para promover el matrimonio de la reina con el Francisco de Anjou, con vistas especialmente a fortalecer y mantener la alianza de los dos países. Pero Isabel hizo tantas promesas sólo para romperlas que al final se negó a aceptarlas o comunicarlas a su gobierno. 
El filósofo italiano Giordano Bruno fue miembro de la casa Castelnau en Londres durante dos años. Bruno dedicó a Castelnau tres diálogos sobre la naturaleza infinita del universo.  La sugerencia de que Bruno filtró información confidencial de la embajada en este período, propuesta por el historiador John Bossy, no ha tenido mucha aceptación.  El escritor y lingüista italiano Juan Florio trabajó para Castelnau entre 1583 y 1585. Florio también fue tutor de su hija Katherine Marie.   Marie, la esposa de Castelnau e hija del diplomático Jacques Bochetel de la Forest,  tuvo embarazos difíciles y abortos espontáneos y cruzó varias veces el canal de la Mancha para ver médicos en Francia. 

## María I de Escocia y cartas en clave

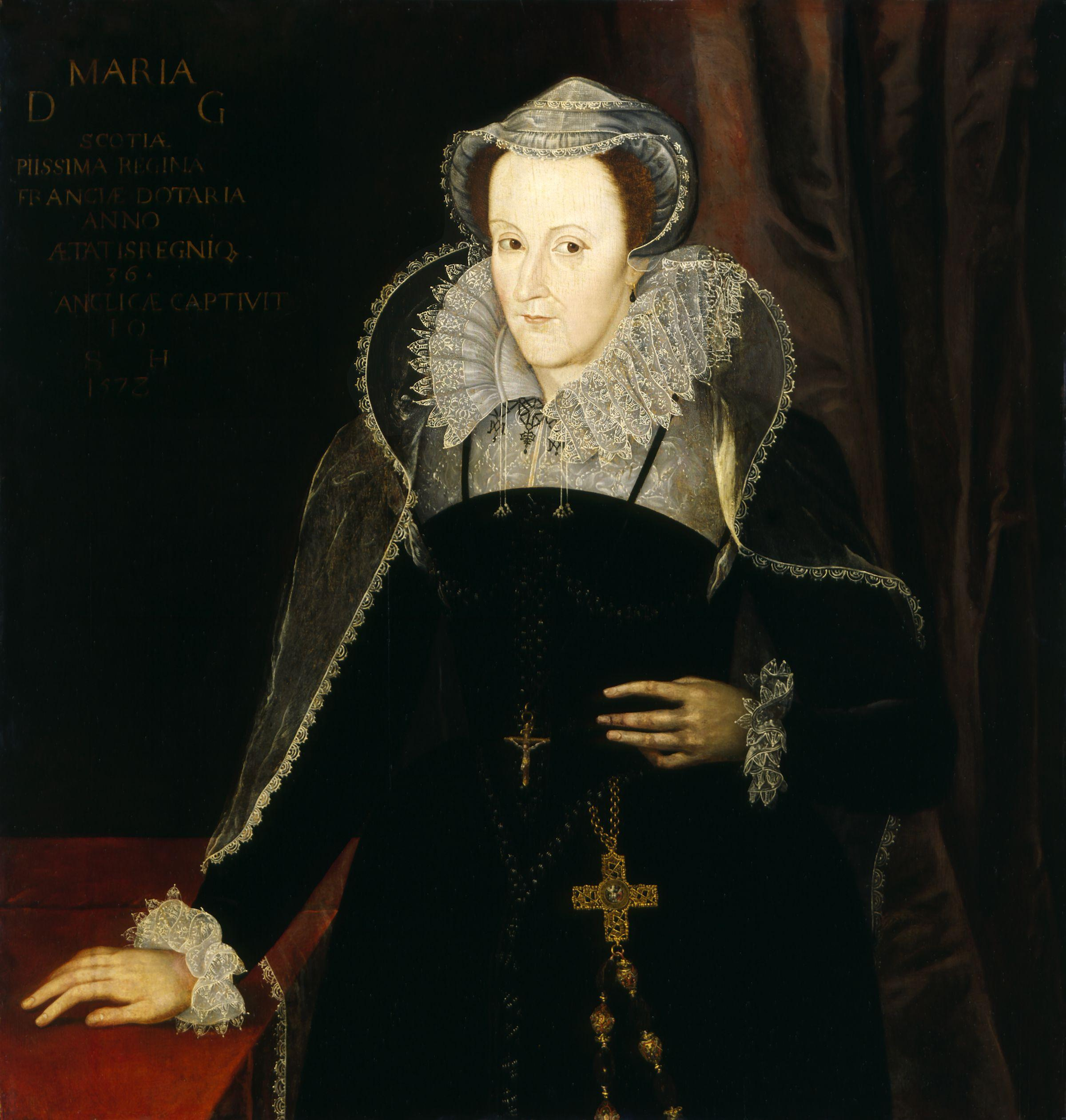
María, reina de Escocia, escribió muchas cartas a Castelnau

En Londres, Castelnau de Mauvissière residía en Salisbury Court, cerca de Fleet Street, o Butcher Row, cerca de Strand.  María I Estuardo le envió cartas desde el cautiverio en Sheffield Manor and Castle. Presentó sus cartas a Isabel I.  La esposa de Castelnau, Marie, envió ropa a María y ayudó a encontrar mujeres para que sirvieran en su casa. María la llamó "ma commère", es decir, su tocaya.  María consideraba a la hija de Castelnau como su ahijada y mignonne. Le envió una joya que había sido un regalo de Enrique II de Francia. 
Castelnau mostró algunas de las cartas de María a William Fowler, y éste informó a Francis Walsingham. María había escrito que no era prisionera de Isabel, sino cautiva de William Cecil.  María escribió en 1581 cartas secretas en clave a Castelnau quejándose de su mal trato, pidiendo dinero, soldados y artillería francesa para que se le suministrara de acuerdo con la tradicional Auld Alliance entre Inglaterra y Escocia.  En 1582 esperaba que las negociaciones de Castelnau condujeran a su liberación y a una "asociación" con su hijo. A corto plazo, quería que Castelnau obtuviera permiso para visitar Buxton por razones de salud.  El médico de María, Dominique Bourgoing, mantuvo a Castelnau informado de las enfermedades de aquella.  Castelnau también intercedió ante Isabel I para la entrega de ropa, cartas y conservas desde Francia. 
Las cartas de Castelnau mantuvieron a María informada de los acontecimientos en Francia.  Castelnau ayudó a conseguir un pasaporte para Jean Champhuon, sieur du Ruisseau, su chambelán francés y cuñado del secretario de María, Claude Nau, para poder viajar y ayudarla en sus asuntos.  Ruisseau era abogado y miembro del consejo de bienes de María, con sede en París. 

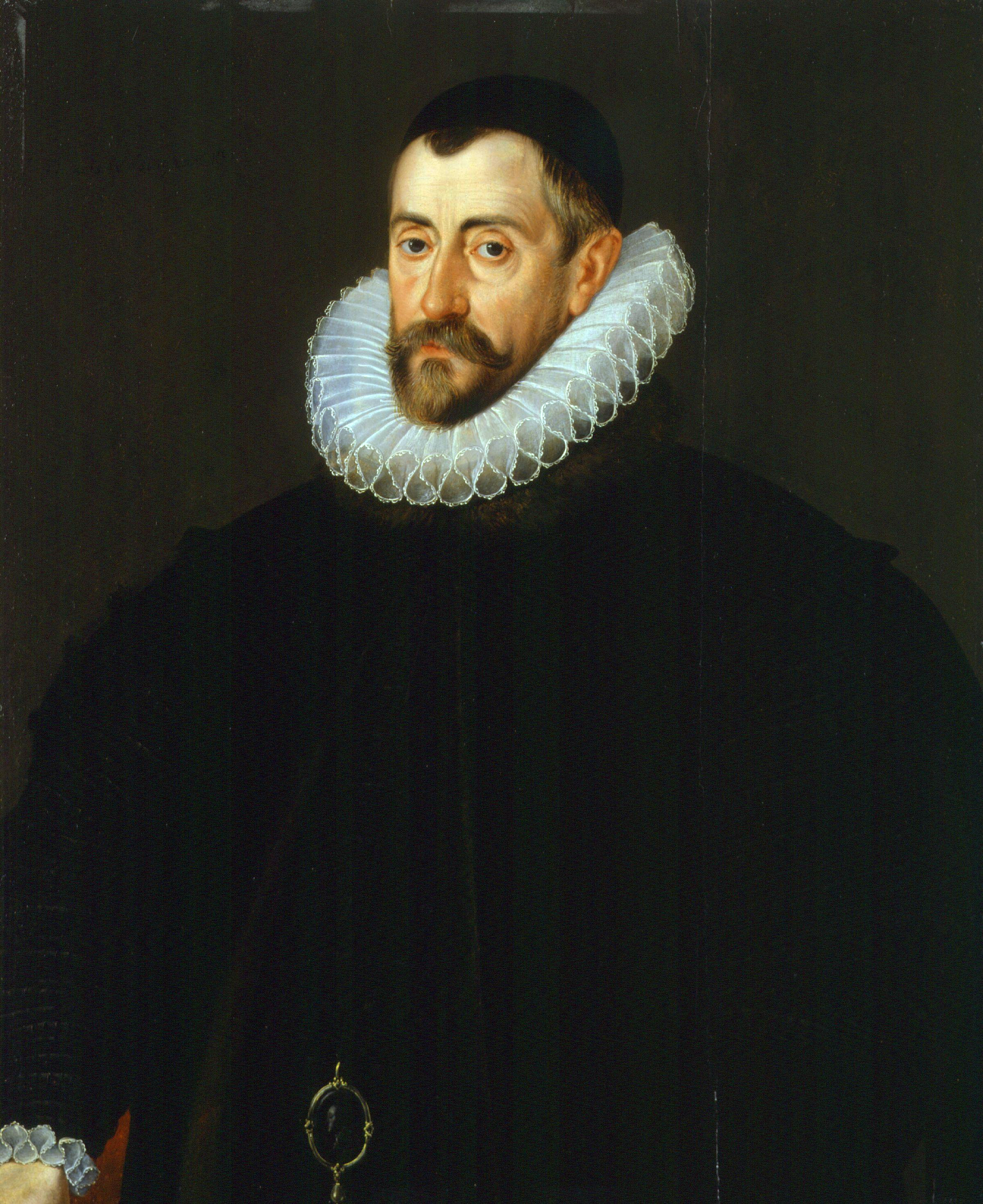
Francis Walsingham pudo seguir la correspondencia de Castelnau

### Reacciones a la incursión de Ruthven
Algunas de las cartas de Castelnau a Escocia fueron interceptadas, examinadas y copiadas por diplomáticos ingleses, incluido Robert Beale.  En septiembre de 1582, le dijeron a Isabel I que Castelnau transmitía en secreto cartas a María y a sus seguidores en Escocia. Walsingham pidió al embajador en Francia, Henry Cobham, que informara a Enrique III de Francia y a la reina madre, Catalina de Médicis, de la situación, y que su representante en Inglaterra pudiera ser más circunspecto en el manejo de las cartas de María. Isabel no deseaba fomentar más inquietud en Escocia tras la reciente incursión proinglesa en Ruthven.  A Cobham le dijeron que las acciones de Castelnau fueron sin duda correctas y de acuerdo con la tradicional Auld Alliance. 

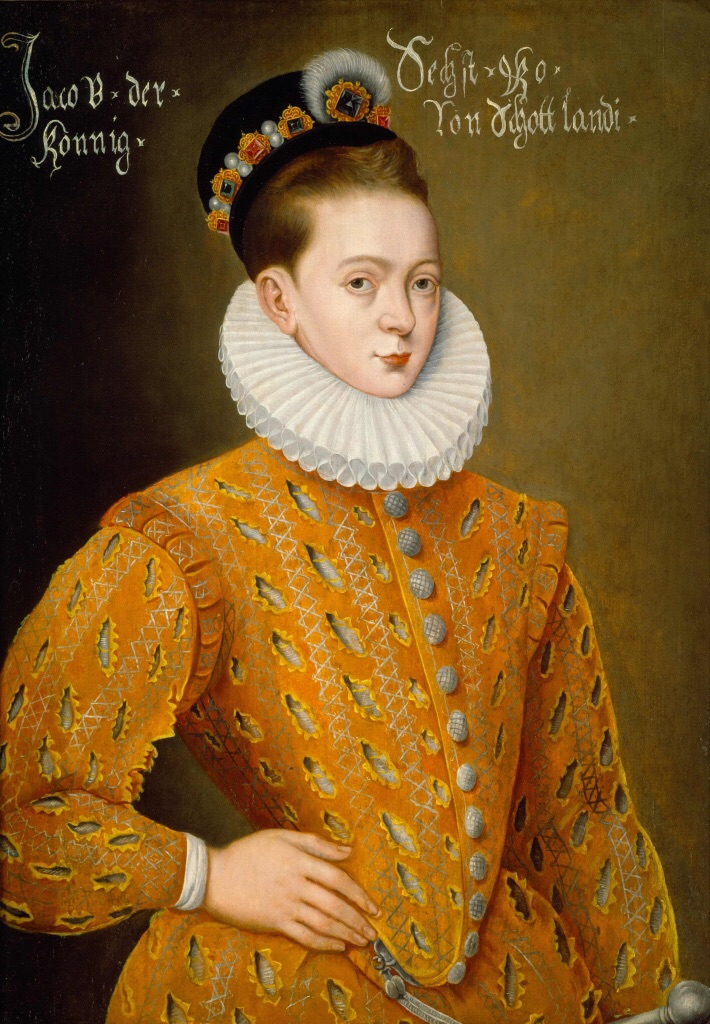
María preguntó a Castelnau sobre un retratista que trabajaba para Jacobo VI en una carta codificada.

María envió varias cartas a Castelnau, algunas cifradas, esperando una fuerte respuesta francesa contra el régimen de Ruthven.  En abril de 1583, Willam Cecil hizo una lista de las cartas y comunicaciones anteriores de Castelnau con un intrigante escocés Archibald Douglas y la favorita de James VI, Esmé Stewart, primer duque de Lennox.  Un espía que usaba el nombre "Henry Fagot" se ofreció a sobornar a al secretario de Castelnau para que mantuviera informado a Francis Walsingham sobre las cartas cifradas y la clave del código lettre quartallé o cartelée utilizado en su correspondencia con María.  Castelnau envió copias de su correspondencia con María a Walsingham en septiembre de 1584, para ayudar en las próximas negociaciones. 

### Trabajo de código en la casa de María I Estuardo.
María pidió a Castelnau que cuidara especialmente su correspondencia secreta y pagara bien a los correos. Debería fingir que el dinero era para hilo de bordar de oro y plata.  Envió cifrados por sustitución a su secretario Claude de Courcelles.  En 2023, se descubrieron y descifraron en la Biblioteca Nacional de Francia alrededor de 57 cartas codificadas enviadas por María a Castelnau. Las cartas probablemente fueron cifradas por los secretarios de María, Gilbert Curle, Claude Nau y Jérôme Pasquier, quien fue registrado como maestro de su guardarropa, mozo de cuadra, secretario y tesorero de la casa.  Alexandre Labanoff, editor de las cartas de María del siglo XIX, no pudo encontrar una clave para este cifrado. 
Curle, Nau y Pasquier fueron llevados a la Torre de Londres en septiembre de 1586 durante el descubrimiento del complot de Babington.    Amias Paulet había observado que Pasquier era "medio secretario".  Thomas Phelippes le preguntó a Pasquier sobre las intrigas recientes, la trama más antigua de Throckmorton y el proceso de cifrado. En su segunda entrevista, Pasquier dijo que "escribió muchas veces en clave a Mauvissière, el difunto embajador de Francia". Nau estaba a cargo de los alfabetos o claves de cifrado, la propia María mantenía las letras cifradas. Interrogado de nuevo, confesó haber cifrado y descifrado cartas para María y "haber descifrado también muchas otras cartas escritas por el señor de Mauvissière" y otros.  Después del funeral de María en agosto de 1587, los tres hombres fueron liberados y se les otorgaron pasaportes para salir de Inglaterra. 

### Trama de Throckmorton
El complot de Throckmorton se reveló a finales de 1583. Algunas de las cartas secretas de María a Castelnau fueron llevadas por Francis Throckmorton a Claude de Courcelles. En los textos cifrados, Throckmorton recibió el nombre en clave o alias Monsieur de la Tour.  Otro de los secretarios de Castelnau, Chérelles, en quien María confiaba, y un empleado, Laurent Feron, pasaron copias de la correspondencia de Castelnau a Walsingham.  El hermano de Chérelles tenía un puesto en la casa de María, como tesorero. 
La intriga más amplia descubierta por Walsingham que involucraba a Throckmorton y un cartero, George More, se conoce como la trama de Throckmorton.  El supuesto objetivo era facilitar una invasión española de Inglaterra, asesinar a Isabel y poner a María en el trono inglés.  
La revelación de este complot en noviembre de 1583 debilitó la posición de Castelnau como diplomático.  Más tarde, en septiembre de 1586, el sirviente de María, Jérôme Pasquier, confesó haber escrito una carta cifrada para María a Castelnau pidiéndole que negociara un perdón para Francis Throckmorton en un intercambio de prisioneros.  Throckmorton fue ejecutado. 

### Asociación con María Estuardo
En agosto de 1584, Castelnau participó en los planes para que el secretario de María, Claude Nau, viniera a Londres y se reuniera con Isabel I como diplomático. Nau discutiría el plan de María para su "asociación" con James VI. Castelnau se ofreció a cooperar plenamente con Francis Walsingham y en septiembre le envió a Walsingham su reciente correspondencia con María. Le habló a Walsingham de un plan para enviar a Charles de Prunelé, barón de Esneval, como diplomático a Escocia.  Castelnau se mostró reacio a actuar con Nau en estas discusiones, como deseaba María, porque su relación con María había hecho que Isabel sospechara de él. Walsingham aceptó que Castelnau ahora estaba mejor alineado con la política inglesa y pidió al diplomático inglés Edward Stafford que intentara garantizar que Castelnau no fuera reemplazado. 

### Últimos meses en Londres
En febrero de 1585, Castelnau escribió al hijo de María, Jacobo. Informó del optimismo de María y su placer en su nuevo alojamiento en el castillo de Tutbury. Esperaba ser liberada y unirse a James en una "asociación", un gobierno conjunto. Castelnau pensó que lo enviarían a Escocia para ayudar a reconciliar las tres naciones de Escocia, Inglaterra y Francia. Esta misión no se llevó a cabo. 
Su secretario Courcelles (también conocido como De Preau) fue sospechoso de doble trato en marzo de 1585. Se alegaba que llevaba cartas al posible asesino William Parry.  Continuó llevando cartas para María después de la partida de Castelnau de Inglaterra.  Isabel se enteró de que Castelnau lo había desterrado por mala conducta. 
Cuando Castelnau regresó a Francia en septiembre de 1585, le escribió a Francis Walsingham diciéndole que enviaría a John Florio a la corte para agradecer a Isabel I por los obsequios de vajilla de plata que había recibido.  El barco que transportaba el equipaje y los tesoros de Castelnau a casa fue hundido por piratas.  El nuevo embajador francés en Londres fue Guillaume de l'Aubespine de Châteauneuf,  quien heredó paquetes de cartas cifradas no enviadas a María. 

## Francia
A su regreso a Francia descubrió que su castillo de La Mauvissière había sido destruido en la guerra civil;  y como se negó a reconocer la autoridad de la Liga, el Enrique I de Guisa lo privó del cargo de gobernador de Saint-Dizier. De esta manera quedó casi en un estado de indigencia. Pero al ascender al trono Enrique IV, el rey, que conocía su valor y confiaba en que, aunque era católico, podía confiar en su fidelidad, le dio un mando en el ejército y le confió varias misiones confidenciales. 

## Muerte y legado
Castelnau murió en Joinville en 1592. Sus Mémoires ocupan un lugar muy alto entre las autoridades originales para el período que cubren, los once años comprendidos entre 1559 y 1570. Fueron escritas durante su última embajada en Inglaterra en beneficio de su hijo; y poseen los méritos de claridad, veracidad e imparcialidad. Se imprimieron por primera vez en 1621, nuevamente, con adiciones de Le Laboreur, en 2 vols. folio, en 1659 y una tercera vez, aún ampliada por Jean Godefroy, 3 vols. folio, en 1731. Castelnau tradujo al francés la obra latina de Ramus, Sobre los usos y costumbres de las antiguas Galias. Varias cartas suyas se conservan en las colecciones Cottonian y Harleian del Museo Británico. 
Su mujer había muerto en diciembre de 1586 en París.  Su nieto, Jacques de Castelnau (1620-1658), se distinguió en la guerra contra Austria y España durante los ministerios de Richelieu y Mazarino, y murió como mariscal de Francia. 